# Air Liquide
Air Liquide è un'azienda francese che si occupa della produzione dei gas utilizzati negli impianti industriali, nei laboratori chimici, nella produzione di componenti elettronici, per la saldatura e per la sanità (ossigeno, azoto, idrogeno, argon, elio, silano ecc.).

## Storia
Il Gruppo Air Liquide nasce nel 1902 per iniziativa di Paul Delorme e dell’inventore del processo di liquefazione dell’aria, Georges Claude, e presto costituisce filiali e società in Europa e in altri continenti, creando il primo gruppo multinazionale nel settore dei gas tecnici e medicinali: 135 filiali in oltre 80 Paesi del mondo che impiegano circa 67.000 dipendenti (dopo l'acquisizione dell'azienda americana Airgas, nel maggio 2016) al servizio di 3 milioni di clienti.
Air Liquide è una società per azioni quotata al CAC 40 di Parigi, città in cui ha sede.

## Attività
I principali settori di applicazione delle tecnologie del gruppo sono i seguenti:
- Settore aeronautico ed aerospaziale: applicazioni di xeno, elio, idrogeno[1].
- Grande industria: utilizzatori di grandi volumi di gas, principalmente nei settori chimico, petrolchimico e metallurgico.
- Medio-piccola industria: utilizzatori di gas di medio-piccole dimensioni in molteplici settori quali alimentare, fabbricazione del vetro, saldatura e taglio dei metalli.
- Elettronica: utilizzatori di gas di qualità per la produzione di semiconduttori e schermi LCD.
- Sanità: forniture di ossigeno, aria medicinale, anidride carbonica e altri gas utilizzati per la somministrazione a pazienti, per la terapia domiciliare, per la sterilizzazione degli strumenti chirurgici e le anestesie (xeno, protossido di azoto e alogenati).
- Subacquea: con la divisione Aqua Lung International;
- Ingegneria e costruzioni: realizza delle unità produttive per la stessa Air Liquide e per clienti terzi.

Air Liquide è membro dell'Eurospace, l'associazione europea dei produttori del settore difesa e aerospazio

## Air Liquide in Italia
Fondata nel 1909, Air Liquide Italia si avvale oggi di circa 2.000 dipendenti al servizio di clienti industriali e pazienti nella Sanità, dove opera sia per il settore ospedaliero che per il settore domiciliare.
In Italia Air Liquide è al servizio sia delle grandi Industrie, nei settori della conversione energetica, della raffinazione, dell’agroalimentare, della metallurgia e della chimica, sia della piccola e media impresa. La società è impegnata in oltre 50 settori industriali potendo contare su una presenza capillare su tutto il territorio italiano. Nel settore Healthcare, in Italia l'azienda opera per assicurare il continuum di cure del paziente dall'ospedale al domicilio, tramite l’erogazione di servizi di assistenza sanitaria a domicilio per il trattamento delle malattie croniche respiratorie o degenerative.
Nel settore delle saldature, Air Liquide era rappresentata dal Gruppo FRO-Air Liquide Welding Italia, uno dei leader in Italia nella produzione e commercializzazione di materiali ed impianti per la saldatura e taglio. L’azienda FRO (Fabbriche Riunite Ossigeno), nata nel 1924, è stata assorbita dal gruppo nel 1974.
Nel 2017 Air Liquide ha completato la vendita della sua consociata Air Liquide Welding a Lincoln Electric.